# یای‌شهر
یای شهر /یای شهرئ، روستایی از توابع بخش مرکزی شهرستان مراغه در استان آذربایجان شرقی ایران است. و در ۳۰ کیلومتری شهرستان مراغه قرار دارد. این روستا به لحاظ واقع شدن در منطقه توریستی و پتانسیل گردشگری و همچنین آب و هوای خوب و طبیعت سرسبز آن از اهمیت ویژه ای در شهرستان مراغه برخوردار است و از این روی پذیرای گردشگران و میهمانان از شهرهای همجوار جهت استراحت و گردشگری در فصول بهار، تابستان و پائیز شده است. 
مردم این روستا به کار کشاورزی، باغداری، دامداری و از همه مهمتر پرورش زنبور عسل مشغول می باشند. وجود باغات و کارخانه شیرپزی، توجه تجار و صادر کنندگان محصولات کشاورزی را به خود جلب نموده و باعث حضور آن‌ها در فصل بهار، تابستان و پائیز جهت خریداری این محصولات در این منطقه شده است. تولید عسل طبیعی در این منطقه  علاوه بر صادرات آن به شهرهای همجوار باعث رونق اقتصادی بیشتر  شده است.
روستای یای شهری یکی از روستاهای شهرستان مراغه واقع در بخش مرکزی دهستان سراجوی غربی قرار داشته و دارای سابقه کهن و تاریخی می باشد. و بنا به گفته ریش سفیدان و نقل وقول آن‌ها از پدران و نیاکان در قدیم این روستا شهر بوده است که در منطقه ای از روستا که به مهردار معروف است در آنجا مردمانی ساکن بودند که در جریان یکی از بلایای طبیعی بکلی ویران شده است. و دو اثر تاریخی که به تازگی از طرف سازمان میراث فرهنگی در فهرست آثار ملی ایران به ثبت رسیده است. این آثار تاریخی به نام‌های:
»قبرستان تپه سی: موقعیت جغرافیایی: دهستان سراجوی غربی ، روستای یای شهری، با قدمت هزاره ۵ و ۴ قبل از میلاد و به شماره ۲۱۰۸۶«
»تپه صادق دوزی: به موقعیت جغرافیایی، دهستان سراجوی غربی، روستای یای شهری، با قدمت هزاره ۱و۲ قبل از میلاد و به شماره ۲۲۲۶۲» هستند.
منابع تاریخی ، مراغه را زادگاه زرتشت نامیده و دانشمندان بر این باورند که زرتشت در دامان کوه سهند که در اوستا از آن با عنوان نام اسنوند یاد شده متولد گردیده است .
روستای یای شهری به لحاظ گردشگری از اهمیت ویژه ای برخوردار است و به جرات می توان گفت این منطقه جایگاه ویژه ای در شهرستان و حتی شهرهای اطراف در بحث گردشگری و توریسم روستائی برخوردار است و در تعطیلات آخر هفته مسافران و گردشگران زیادی را به مسیر منتهی به این روستا می کشاند . مناظر طبیعی، کوه‌ها و دره های سرسبز و همچنین جاری شدن رودخانه صوفی چای از این مسیر جذابیت آن را دو چندان کرده است. وجود کوه‌های بسیار زیبا و به هم چسبیده و رشته ای از جمله کوه‌های ساری قیه سی ، ایوانا کوه ، شوش داغی و وجود غارهای طبیعی مانند آغاجان کوهولی، قره گل، و سنگهای بزرگی از جمله دیح داش، شوش داغی که این مناظر با صخره های خیلی زیبا با بهترین و زیباترین جلوه های طبیعت که در خود گنجانده است در اطراف روستا منظره ای زیبا به دوستداران و علاقمندان به طبیعت فراهم ساخته است . وجود چشمه های خنک وآب  گوارا وطبی که یکی از آنها در درمان سنگ کلیه بسیار موثر میباشد در اطراف روستا قرار دارد
این روستا به دلیل وجود سنگ های بسیار در اطراف آن و به کاربردن مصالح ساختمانی یکنواخت سنگ و گل به دهکده سنگی نیز مشهور است . این روستا به لحاظ قرار گرفتن در مسیر دهکده توریستی مراغه از اهمیت زیادی برخوردار بوده و باید به توسعه وپیشرفت و آبادانی آن توجه ویژه ای شود .
محیط زیست

## جمعیت
این روستا در دهستان سراجوی غربی قرار دارد و براساس سرشماری مرکز آمار ایران در سال ۱۳۹۰، جمعیت آن ۳۹۲ نفر (۸۶ خانوار) بوده‌است.